# Hallgerda Mons
L'Hallgerda Mons è una struttura geologica della superficie di Venere.